# Instytut ONZ do spraw Badań i Szkoleń
Instytut ONZ do spraw Badań i Szkoleń, UNITAR (ang. United Nations Institute for Training and Research) – autonomiczna instytucja powołana przez Zgromadzenie Ogólne ONZ w 1963, w celu szkolenia kadr na potrzeby krajów członkowskich, przede wszystkim rozwijających się, oraz agencji i programów prowadzonych przez ONZ; w celu badania i objaśniania działań ONZ i jej agencji.
Instytutem kieruje rada nadzorcza, której członków mianuje Sekretarz Generalny Organizacji Narodów Zjednoczonych. Na czele rady stoi dyrektor wykonawczy, również wyznaczany przez sekretarza generalnego. Działalność finansowana jest z dobrowolnych datków rządów, organizacji międzynarodowych, fundacji i sektora prywatnego – budżet w latach 2008/2009 wyniósł 36 milionów USD, zatrudniając około 100 pracowników. Centrala instytutu mieści się w Genewie, a dwa biura w Nowym Jorku i Hiroszimie. Posiada również 11 stowarzyszonych centrów treningowych, tzw. CIFAL.
Szkolenia dotyczące prawa międzynarodowego odbywają się na corocznych zebraniach w Międzynarodowym Trybunale Sprawiedliwości. Poprzez UNOSAT prowadzony jest program dostarczania zdjęć i analiz satelitarnych. Instytut jest odpowiedzialny także za organizacje spotkań z Sekretarzem Generalnym ONZ i innymi najwyższymi przedstawicielami Narodów Zjednoczonych, oraz strategiczne zebranie jej departamentów. UNITAR prowadzi również inicjatywy międzyagencyjne ONZ, jak UN Learning platform on Climate Change czy Global Migration Group.

## Pola działania
UNITAR prowadzi szkolenia w zakresie dyplomacji, prawa międzynarodowego i praw człowieka, rozejmów i zapobiegania konfliktom, zmian klimatycznych, gospodarowaniu środowiskiem, substancjami chemicznymi i odpadami, władzy lokalnego, migracji międzynarodowej, finansów publicznych i handlu. Instytucja służy również jako centrum badań ds. innowacyjnych systemów wiedzy (KSI) i wdrażaniu telemetrii satelitarnej na potrzeby pomocy humanitarnej, katastrof i konfliktów, poprzez UNOSAT.

### Środowisko
Na tym polu działalność UNITAR-u skupia się na 4 obszarach:
- zarządzanie odpadami i substancjami chemicznymi
- zmiany klimatyczne
- zarządzanie środowiskiem
- bioróżnorodność

### Pokój, bezpieczeństwo, dyplomacja
Programy dotyczące pokoju, bezpieczeństwa i dyplomacji mają za zadanie wspomagać członków ONZ w osiąganiu celów związanych z nimi, i dotyczą: prawa międzynarodowego, dyplomacji wielostronnej, utrzymania pokoju, rozjemstwa i zapobieganiu konfliktom.

### Sprawowanie władzy
Programy dotyczące sprawowania władzy skupiają się na Milenijnych Celach Rozwoju, ograniczeniu ubóstwa i rozwoju kadr zarządczych sektora publicznego i prywatnego. Wyróżnia się tu 3 pola działania: e-rządy, rozwój lokalny, handel i finanse publiczne.

### Knowledge Systems Innovation (KSI)
Zadaniem KSI jest agregowanie wiedzy z różnych źródeł i przetwarzanie jej na produkty umożliwiające naukę i studiowanie zawartych w nich informacji. W działaniach KSI wyróżnia się:
- systemy wiedzy i ich zastosowanie, ze szczególnym uwzględnieniem metodologii kształcenia ustawicznego
- nowe technologie w nauczaniu i kształceniu
- nauczanie wspomagane techniką

### UNOSAT
Program dostarczania produktów technik satelitarnych do celów związanych ze zwalczaniem ubóstwa, kataklizmów, klęsk żywiołowych, niesienia pomocy humanitarnej. Prowadzony przy udziale CERN. ONZ poprzez UNITAR, i UNOSAT ma prawo aktywować Międzynarodową Kartę Przestrzeni Kosmicznej i Kataklizmów na prośbę każdego z państw członkowskich.